# Inam Karur
Inam Karur là một thị xã panchayat của quận Kapur thuộc bang Tamil Nadu, Ấn Độ.

## Nhân khẩu
Theo điều tra dân số năm 2001 của Ấn Độ, Inam Karur có dân số 45.254 người. Phái nam chiếm 50% tổng số dân và phái nữ chiếm 50%. Inam Karur có tỷ lệ 75% biết đọc biết viết, cao hơn tỷ lệ trung bình toàn quốc là 59,5%: tỷ lệ cho phái nam là 82%, và tỷ lệ cho phái nữ là 66%. Tại Inam Karur, 11% dân số nhỏ hơn 6 tuổi.